# Fränninge kyrka
Fränninge kyrka är en kyrkobyggnad i Fränninge. Den tillhör Vollsjö församling i Lunds stift.

## Kyrkobyggnaden
Fränninge kyrka tillkom i slutet av 1100-talet. Från början hade den brett torn och ett smalare absidkor. Tornets övre delar revs i slutet av medeltiden och det nuvarande tornet byggdes längre åt väster. Korsarmarna och det nuvarande absidkoret tillkom 1868 vid en ombyggnad efter ritningar av C.G. Brunius. Vid en renovering 2008 visade sig delar av taket vara angripna av hussvamp och fick bytas ut.

## Inventarier
- Dopfunten från 1100-talet
- Triumfkrucifix daterat till slutet av 1400-talet.
- Predikstolen är från 1622.
- Altartavla utförd av Pär Siegård med motiv: Korsbäraren, flankerad av bilder från Jesu verksamhet samt Uppståndelsen.

### Orgel
- 1851 byggde Johan Lambert Larsson i Ystad en orgel med 10 stämmor.
- 1914 byggde Olof Hammarberg i Göteborg en orgel med 19 stämmor.
- Den nuvarande orgeln byggdes 1964 av Nils Olof Hammarberg i Göteborg och är en mekanisk orgel.

| Huvudverk I   | Öververk II   | Pedal      | Koppel |
| Gedackt 8´    | Rörflöjt 8´   | Subbas 16´ | I/P    |
| Fugara 8'     | Gedakt 4'     | Borduna 8' | II/P   |
| Principal 4'  | Principal 2'  | Pommer 4'  | II/I   |
| Waldflöjt 2'  | Nasat 1 1/3'  |            |        |
| Mixtur 3 chor | Scharf 2 chor |            |        |
| Regal 8'      |               |            |        |

## Kyrkogården
På kyrkogården ligger skolpolitikern Nils Månsson i Skumparp begravd. I graven bredvid ligger prosten, filosofie doktor Karl-Erik Rignell.